# Alan Van Heerden
Alan Van Heerden (Johannesburg, 11 dicembre 1953 – Johannesburg, 15 dicembre 2009) è stato un ciclista su strada e pistard sudafricano.
Professionista in Europa per sole due stagioni, dal 1979 al 1980, vinse una tappa al Giro d'Italia 1979.

## Carriera
Iniziò da giovane con l'attività su pista, riuscendo a conquistare diversi titoli nazionali nell'inseguimento e nel chilometro da fermo prima di passare professionista e dedicarsi prevalentemente alla attività su strada.
Tra il 1979 e il 1980, gareggiando con il team Peugeot-Esso-Michelin, ottenne risultati in diverse corse belghe e francesi; riuscì anche ad aggiudicarsi la tappa di Pesaro al Giro d'Italia 1979, divenendo così il primo ciclista africano a vincere una frazione di un Grande Giro. Successivamente, a seguito delle vicissitudini politiche nel suo paese, fu praticamente costretto ad abbandonare la carriera ripiegando su corse minori in Sud Africa. In patria vinse comunque per due volte il Rapport Toer.
Morì il 15 dicembre 2009 a Johannesburg per i postumi di un incidente stradale. In precedenza aveva dovuto sottoporsi ad un intervento chirurgico di bypass.

## Palmarès
- 1979

7ª tappa Giro d'Italia (Chieti > Pesaro)
- 1982

Classifica generale Rapport Toer
- 1987

Classifica generale Rapport Toer

## Piazzamenti

### Grandi Giri
- Giro d'Italia

1979: 75º